# La Travesía
La Travesía es una localidad argentina ubicada en la comuna de Luyaba, Departamento San Javier, Provincia de Córdoba. Se encuentra 4 km al norte de la cabecera municipal, al pie de las sierras de Córdoba. 
Sus habitantes se dedican principalmente al mantenimiento de granjas y pequeños emprendimientos turísticos. Cuenta con una escuela. El agua potable desciende de las sierras por acequias, siendo insuficiente para el consumo de la localidad. La zona es una de las principales en el cultivo de orégano dentro de la provincia.

## Población
Cuenta con 168 habitantes (Indec, 2010), lo que representa un descenso del 28% frente a los 235 habitantes (Indec, 2001) del censo anterior.
| Gráfica de evolución demográfica de La Travesía entre 1991 y 2010 |
|                                                                   |
| Fuente: Censos nacionales del INDEC                               |